# Пшеничних Сергій Миколайович
Сергій Миколайович Пшеничних (нар. 19 листопада 1981, Харків, УРСР) — український футболіст, захисник.

## Біографія
У ДЮФЛ виступав за харківський «Локомотив», тренер — Євген Семенович Ривкін. Почав професійну кар'єру в полтавській «Ворсклі-2». У Другій лізі дебютував 12 серпня 2000 в матчі проти куп'янського «Оскола» (1:0). В основному складі «Ворскли» дебютував 11 березня 2001 року в матчі проти донецького «Шахтаря» (1:0), Пшеничних вийшов на 46 хвилині замість Сергія Онопко. Всього за «Ворсклу» у Вищій лізі провів 41 матч.
З 2003 року по 2005 рік виступав за чеську «Опаву» в команді провів 38 матчів і забив 2 голи. У зимове міжсезоння 2004/05 перейшов в бориспільський «Борисфен».

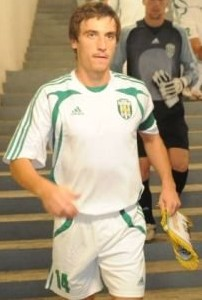
Сергій Пшеничних під час виступів за «Карпати». 2008 рік

Влітку 2005 року перейшов у львівські «Карпати». У команді у Першій лізі дебютував 30 липня 2005 в матчі проти київського ЦСКА (3:0). У сезоні 2005/06 «Карпати» посіли 2 місце у Першій лізі після луганської «Зорі» і вийшли у Вищу лігу. Також разом з командою дійшов до півфіналу Кубка України де за сумою 2 матчів програли київському «Динамо» (3:0). Після відходу Миколи Іщенка в донецький «Шахтар», був обраний новим капітаном в липні 2008 року. Всього за «Карпати» провів 109 матчів і забив 3 голи.
У липні 2009 року залишив «Карпати» в статусі вільного агента і перейшов в харківський «Металіст», підписавши 3-х річний контракт. У команді дебютував 25 липня 2009 року в матчі проти дніпропетровського «Дніпра» (2:0), Пшеничних вийшов на 61 хвилині замість Марко Девича. 30 липня 2009 дебютував у Лізі Європи у виїзному матчі проти хорватської «Рієки» (1:2), Сергій почав матч в основі, але на 79 хвилині був замінений на Андрія Березовчука. Другий матч харків'яни також виграли (2:0), Пшеничних відіграв весь матч. У наступному матчі «Металісту» попався австрійський «Штурм». За сумою двох матчів «Металіст» програв (2:1) і вилетів з турніру, Сергій провів 2 матчі в основі.
Рішенням Лозаннського суду у справі про договірний матч «Карпати» — «Металіст» сезону 2007/08 в серпні 2013 дискваліфікований на 3 роки умовно з випробувальним терміном на 2 роки. В кінці 2014 року у зв'язку зі зміною керівництва та фінансовими проблемами в Металісті Пшеничних покинув команду.
У червні 2015 року Сергій поїхав на перегляд в донецький «Металург», але влітку 2015 року «Металург» оголосив себе банкрутом і вакантне місце в Прем'єр-лізі України посіла дніпродзержинська «Сталь». Куди і перейшов Сергій Пшеничних, взявши собі 19 номер. У складі нової команди дебютував у грі першого туру чемпіонату України 2015/16 проти київського  «Динамо», де відіграв весь матч, проте «Сталь» програла з рахунком 1:2. У червні 2016 року залишив кам'янський клуб.

## Нагороди
- Срібний призер чемпіонату України (1): 2012/13
- Бронзовий призер чемпіонату України (4): 2009/10, 2010/11, 2011/12, 2013/14

## Особисте життя
Одружений.